# Mario Bennett
Mario Marcell Bennett (Denton, 1º agosto 1973) è un ex cestista statunitense, professionista nella NBA, in Europa, Asia e Sudamerica.

## Carriera
È stato selezionato dai Phoenix Suns al primo giro del Draft NBA 1995 (27ª scelta assoluta).

## Palmarès

### Squadra
- Coppa di Francia: 1

Digione: 2006
- Match des Champions: 1

Digione: 2006

### Individuale
- Migliore nella percentuale di tiro CBA (2004)